# Dangsing (Kaski)
Dangsing (Nepali दाङसिङ) ist ein Dorf und ein Village Development Committee (VDC) im Distrikt Kaski der Verwaltungszone Gandaki in Zentral-Nepal.
Das VDC Dangsing erstreckt sich oberhalb der Einmündung des Bhurungdi Khola in den Modi Khola auf der westlichen Uferseite des Modi Khola. Im Norden grenzt Dangsing an das VDC Ghandruk.
Der am Zusammenfluss von Bhurungdi Khola und Modi Khola gelegene Ort Birethanti bildet einen der Endpunkte des Annapurna-Rundwegs. Die meisten Siedlungen liegen entlang der Straße von Birethanti zum nordwestlich gelegenen Ort Ghorepani mit dem Aussichtspunkt Poon Hill.

## Einwohner
Das VDC Dangsing hatte bei der Volkszählung 2011 3058 Einwohner (davon 1356 männlich und 1702 weiblich) in 810 Haushalten.

## Dörfer und Weiler
Dangsing besteht aus mehreren Dörfern und Weilern.
Die wichtigsten sind:
- Banthanti (2290 m ⊙)
- Birethanti (1055 m ⊙)
- Dangsing (1910 m ⊙)
- Lamkhet (1098 m ⊙)
- Nangethanti (2510 m ⊙)
- Tikhethunga (1555 m ⊙)
- Ulleri (2055 m ⊙)

Dangsing (Kaski)
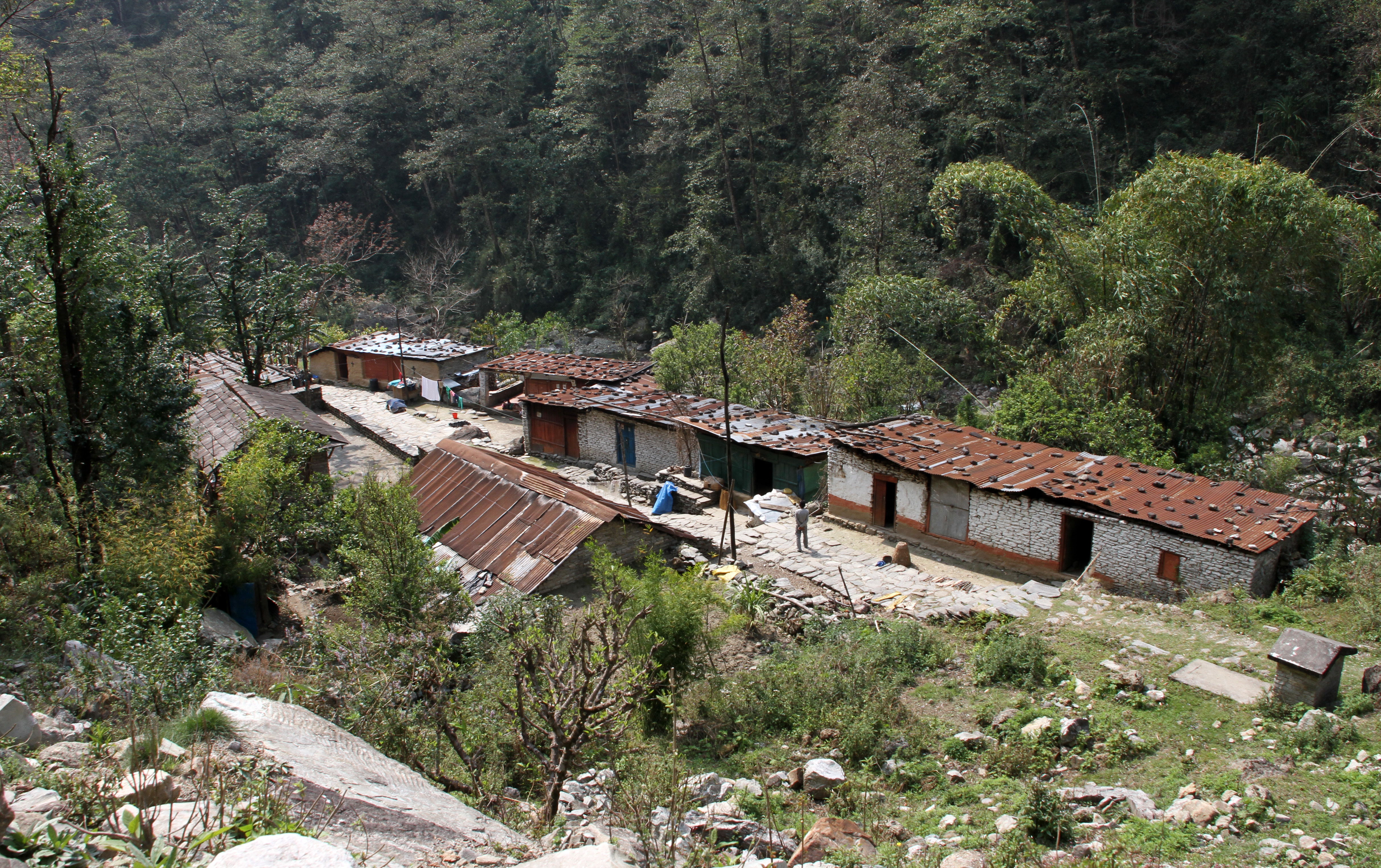
Birethanti
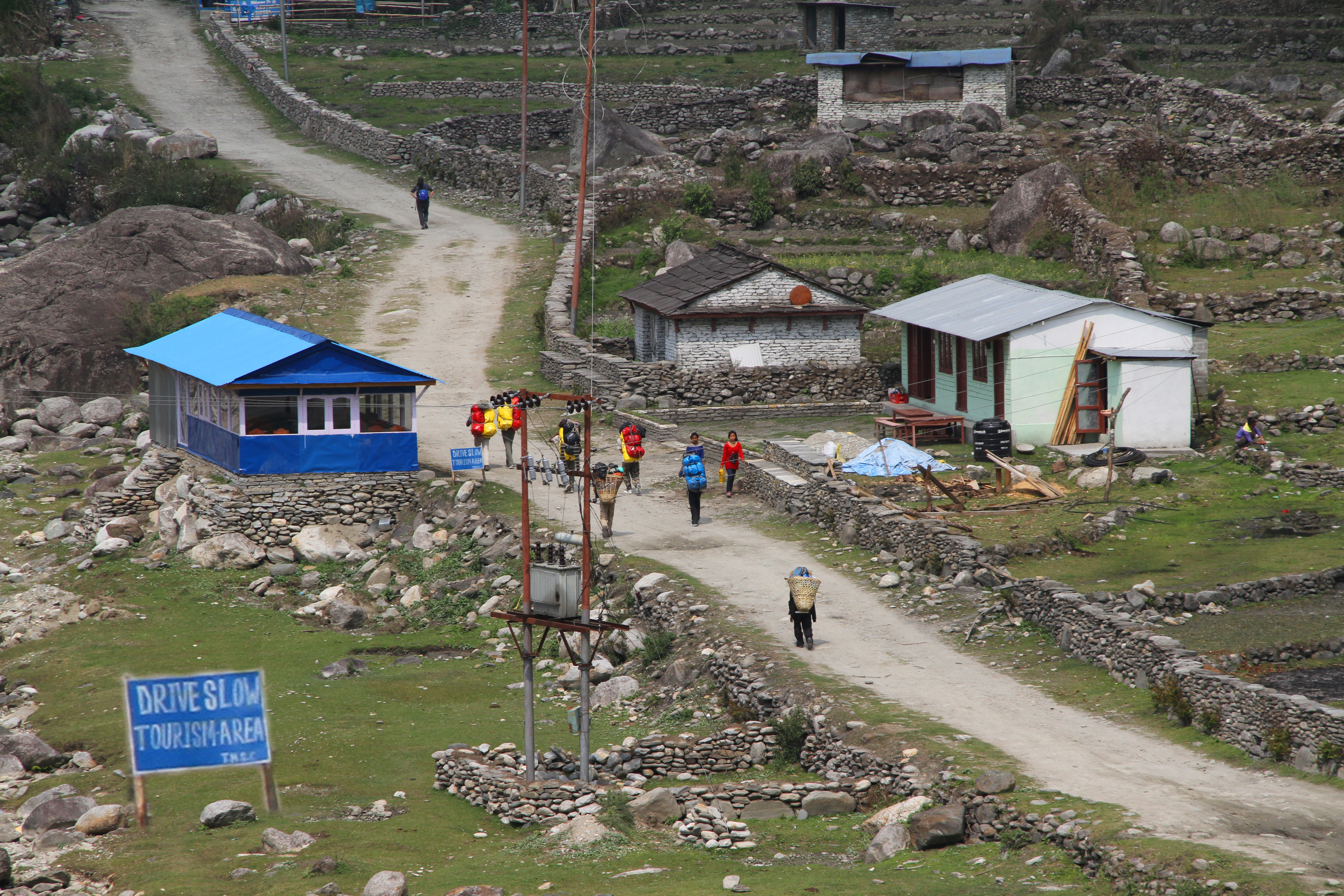
Zwischen Birethanti und Hille
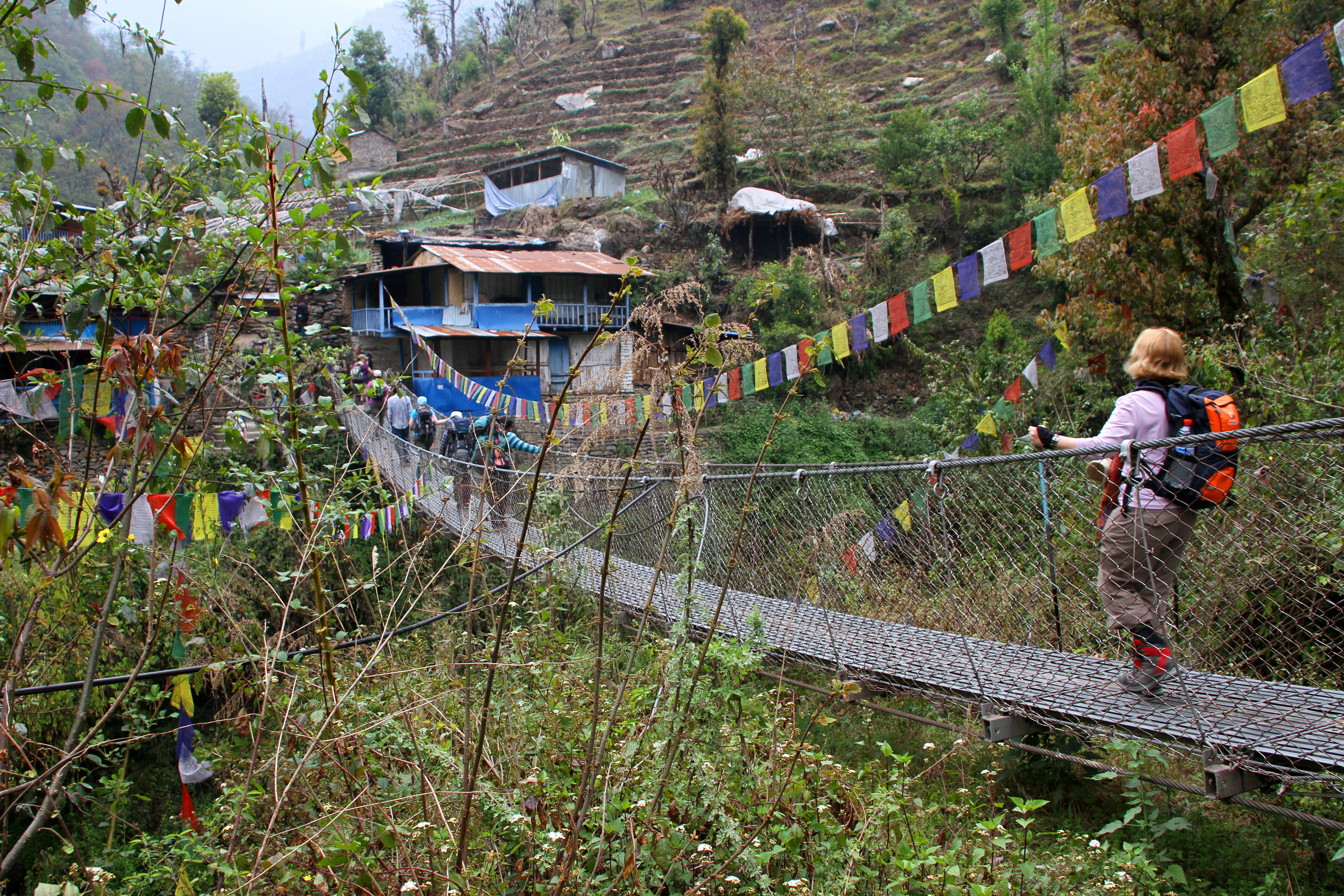
Tikhethunga
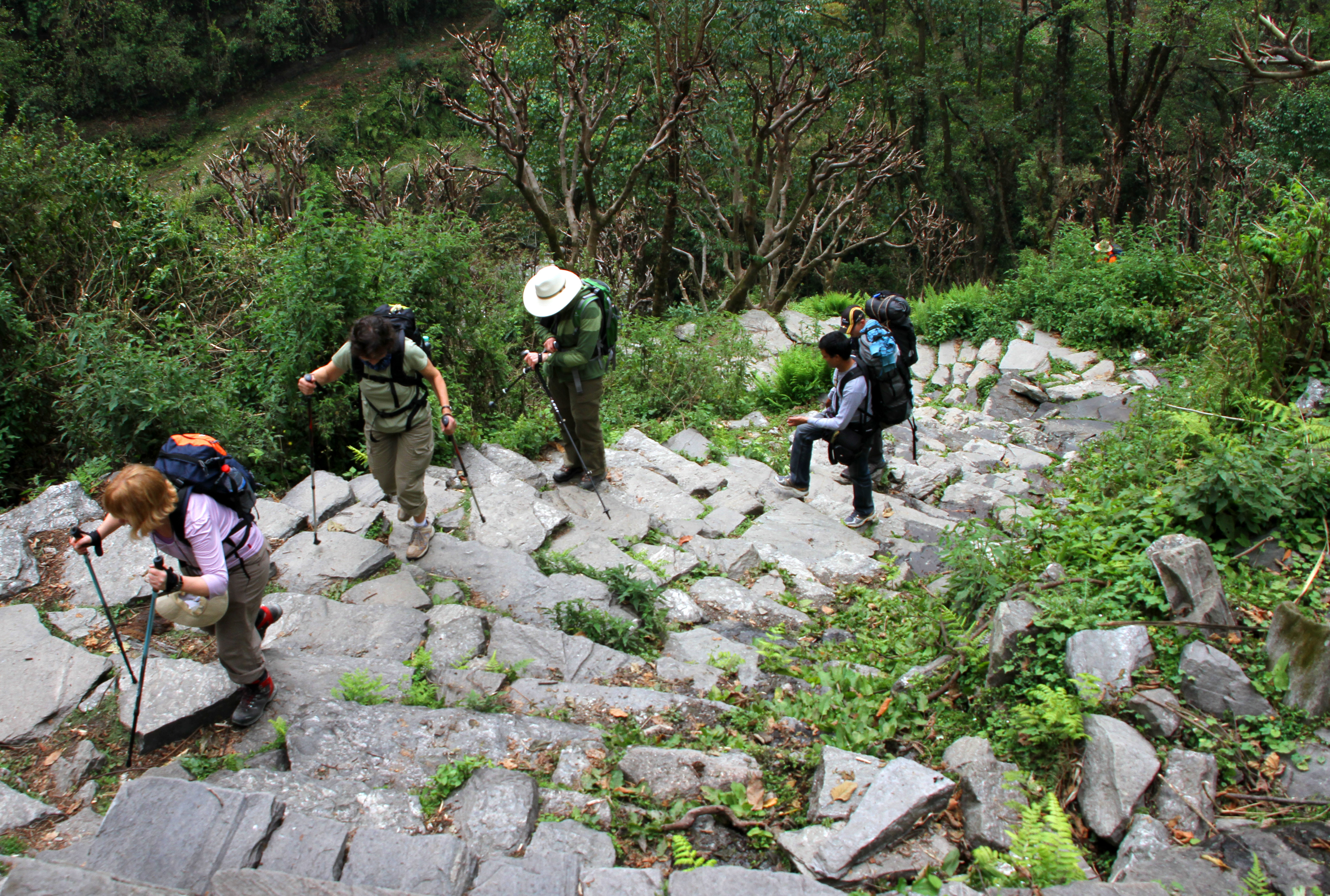
Treppenweg nach Ulleri
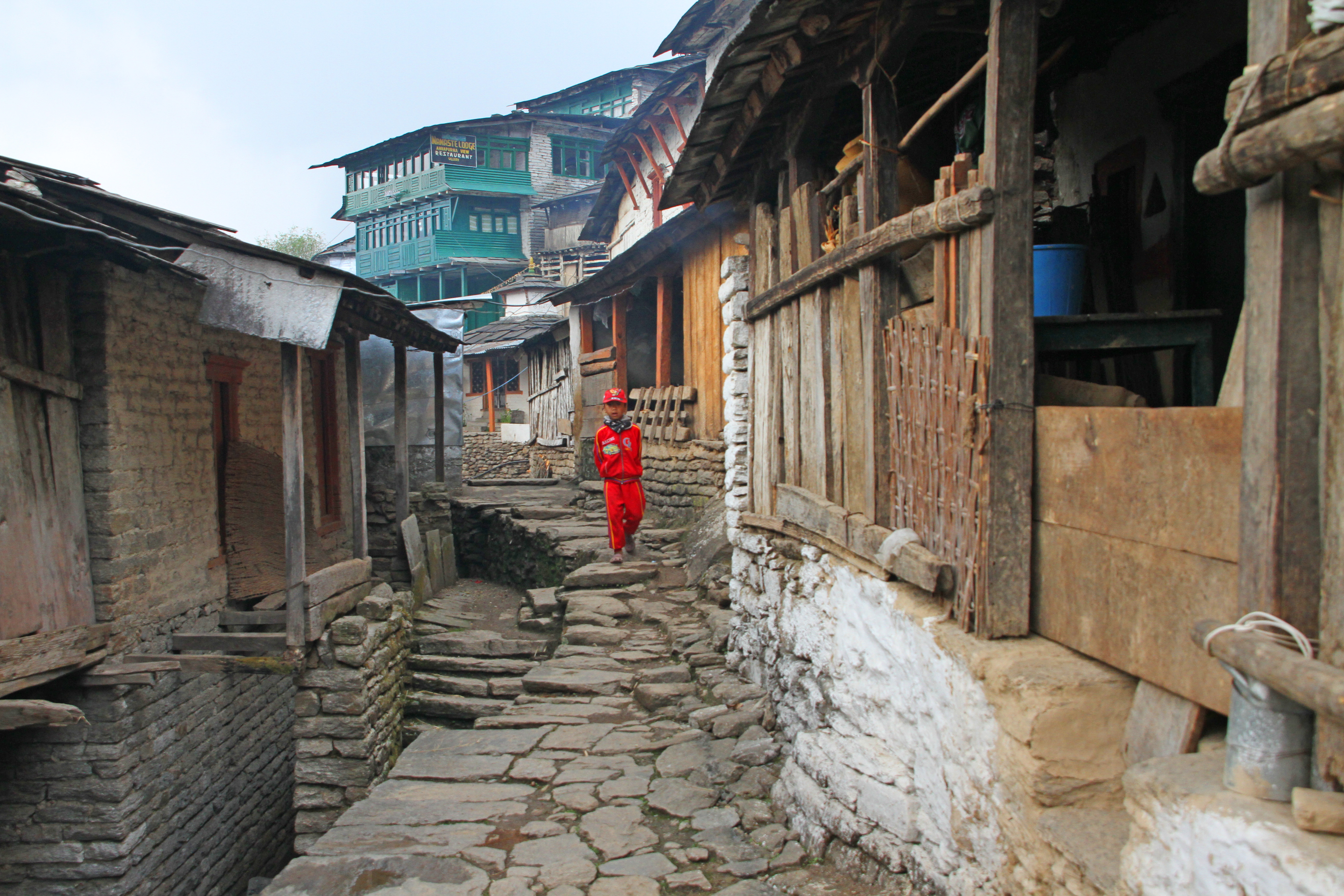
Ulleri